# St. Michael (Duisburg-Meiderich)

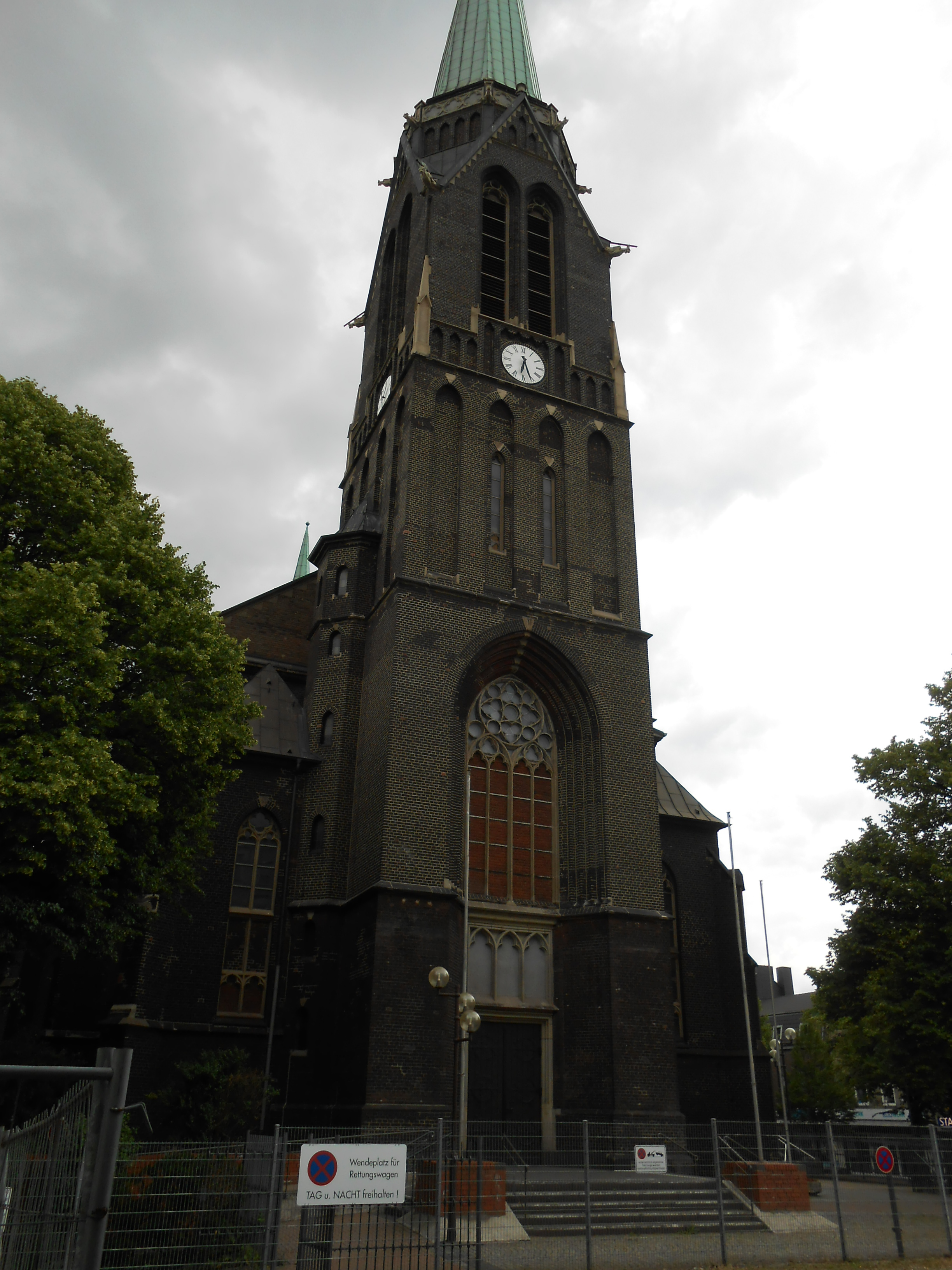
Duisburg-Meiderich, St. Michael

Die Kirche St. Michael ist eine römisch-katholische Kirche in Duisburg-Meiderich. Sie ist Pfarrkirche der Pfarrei St. Michael im Bistum Essen.

## Geschichte
1885 wurde an der heutigen Von-der-Mark-Straße in Mittelmeiderich (Stadtbezirk Duisburg-Meiderich/Beeck) die Kirche St. Michael errichtet (Architekt: Gerhard Franz Langenberg). Der neugotischen, dreischiffigen Hallenkirche aus Backstein mit Querschiff wurde 1894 ein Turm hinzugefügt. Die Kirche enthält einen Hochaltar und einen Marienaltar aus der Bauzeit. Sie steht seit 1987 unter Denkmalschutz.
Die Kirche ist derzeit Pfarrkirche mit folgenden Kirchorten: St. Michael (Pfarrer Christian Becker), St. Ewaldi (Duisburg-Laar), St. Maximilian (Duisburg-Ruhrort), Christus-Unser Friede (Obermeiderich), St. Bernhard (Obermeiderich). Die Kirche St. Matthias in Untermeiderich wurde 2014 abgebrochen. Die Kirche St. Laurentius in Beeck (Flottenstraße/Gotenstraße) (erbaut 1906 durch Architekt Heinrich Jennen) wurde 2020 stillgelegt. Ihre Klais-Orgel wurde abgebaut. Der Bau soll als Denkmal erhalten bleiben.
Seit 1911 existiert der kirchliche Verein St. Michael e.V.